# Vjačeslav Bulanov
Vjačeslav Viktorovič Bulanov (rusky Вячеслав Викторович Буланов; * 3. září 1970 Moskva, Sovětský svaz) je ruský hokejový rozhodčí. Rozhodoval zápasy ruské KHL, kde řídil více než 400 zápasů. Je šestinásobným držitelem trofeje Andreje Starovojtova, ocenění pro nejlepšího rozhodčího KHL, udělené v letech 2005, 2006, 2007, 2009, 2010 a 2012.
Řídí i mezinárodní utkání, jako rozhodčí ledního hokeje tak působil na dvou zimních olympijských hrách a osmi mistrovstvích světa.
Bulanov byl, spolu s šesticí dalších sudích, 16. července 2016 vyřazen z listiny rozhodčích KHL.